# アオガンピ
アオガンピ(Wikstroemia retusa)は、日本、台湾、フィリピンに自生する低木である。8世紀から製紙に用いられている。別名オキナワガンピとも。

## 特徴
若枝には伏毛を生じる。厚い革質の葉を対生する。葉は倒卵形で先端は丸く、あるいはややくぼみ、長さ1.5-5cm、幅は1-3cm、長さ1-2mmの葉柄がある。